# The Thing with Feathers
The Thing with Feathers is een Britse dramafilm uit 2025, geschreven en geregisseerd door Dylan Southern. De film is gebaseerd op de roman Verdriet is het ding met veren (Grief Is the Thing with Feathers) van Max Porter uit 2015. De hoofdrol wordt vertolkt door Benedict Cumberbatch.

## Verhaal
Een vader moet samen met zijn twee jonge zonen leren omgaan met de plotselinge dood van zijn vrouw. De vader verliest het contact met de realiteit wanneer "Crow", een ogenschijnlijk kwaadaardige aanwezigheid hem begint te stalken vanuit de donkere hoeken van het appartement dat hij deelt met zijn twee jonge kinderen.

## Rolverdeling
| Acteur               | Personage   |
| -------------------- | ----------- |
| Benedict Cumberbatch | vader       |
| Richard Boxall       | zoon 1      |
| Henry Boxall         | zoon 2      |
| Vinette Robinson     | Amanda      |
| Sam Spruell          | Paul        |
| David Thewlis        | Crow (stem) |

## Productie
In mei 2023 werd aangekondigd dat Benedict Cumberbatch de hoofdrol zou spelen in de verfilming van de bekroonde roman Grief is the Thing With Feathers van Max Porter. De film wordt geproduceerd door Andrea Cornwell samen met Adam Ackland en Leah Clarke van SunnyMarch. Het script werd ontwikkeld samen met Film4, dat de uitvoerende productie en cofinanciering zal verzorgen. De film ontving in 2024 financiële steun van het British Film Institute (BFI) Filmmaking Fund.

## Release
The Thing with Feathers ging op 25 januari 2025 in première op het Sundance Film Festival.